# 薩維斯波因特 (密蘇里州)
薩維斯波因特（英語：Sarvis Point）是位於美國密蘇里州韋伯斯特縣的非建制地區。

## 歷史
薩維斯波因特的郵局於1869年設立，其後於1909年停運。

## 地理
薩維斯波因特所處的海拔為高於海平面424米（即1391英呎），而該地所採用的時區為UTC-6，即北美中部時區（CST）。同時該地設有夏令時間，為UTC-6調快一小時，即UTC-5（CDT）。